# Axel Bertram
Axel Bertram (* 26. März 1936 in Dresden; † 16. März 2019 in Berlin) war ein deutscher Medailleur, Gebrauchsgrafiker, Illustrator, Schriftgestalter und Publizist.

## Leben und Werk
Axel Bertram wurde in Dresden geboren und wuchs als Sohn einer Kaufmannsfamilie in Freital auf. Nach dem Abitur arbeitete er ein Jahr als technischer Zeichner und studierte von 1955 bis 1960 an der Hochschule für angewandte Kunst in Berlin-Weißensee bei Klaus Wittkugel und Werner Klemke Gebrauchsgrafik. Seit dem Abschluss des Studiums arbeitete er als freischaffender Grafiker. 1960 gründete er mit seinen Kommilitonen Joachim Fritsche, Gisela Röder und Klaus Segner in Berlin die Ateliergemeinschaft Gruppe 4, der er bis 1972 angehörte. Durch Arbeiten wie beispielsweise die graphische Neugestaltung für das Berliner Metropol-Theater wurde die Gruppe schnell bekannt und  „schuf zeit ihres Bestehens beispielhafte politische Plakate und wirkungsvolle Theater-, Film-, Ausstellungs- und Werbeplakate.“
1972 wurde Bertram als Dozent an die Kunsthochschule Weißensee berufen, wo er von 1977 bis 1986 und 1989 bis 1992 als Ordentlicher Professor für Schrift und gebrauchsgrafisches Gestalten tätig war. Von 1961 bis 1990 gehörte er dem Verband Bildender Künstler der DDR an, ab 1970 war er Mitglied dessen Zentralvorstands und 1988 bis 1989 dessen Vizepräsident. Von 1982 bis 1990 war er Leiter des künstlerischen Beirates der Staatsbank der DDR.
Bertram gestaltete zahlreiche Bücher, Zeitungen und Zeitschriften, darunter die Zeitschrift für Mode und Kultur Sibylle, die Neue Berliner Illustrierte, das gescheiterte DDR-Nachrichtenmagazin Profil und die Wochenpost, für die er 1970 erstmals ein Zeitschriftenlayout mit Marginalspalte einführte. 1969 entwarf er das 20-Pfennig-Stück und eine 5-Mark-Umlaufmünze der DDR sowie mit Rudi Högner die 1- und 2-Markstücke der zweiten Serie, von 1966 bis 1982 zahlreiche Gedenkmünzen für die Staatsbank der DDR, u. a. für Johannes Gutenberg (1968), Albrecht Dürer (1971), Johannes Kepler (1971) und Johannes Brahms (1972), sowie 2006 eine Gedenkmünze für Karl Friedrich Schinkel für die Deutsche Bundesbank.

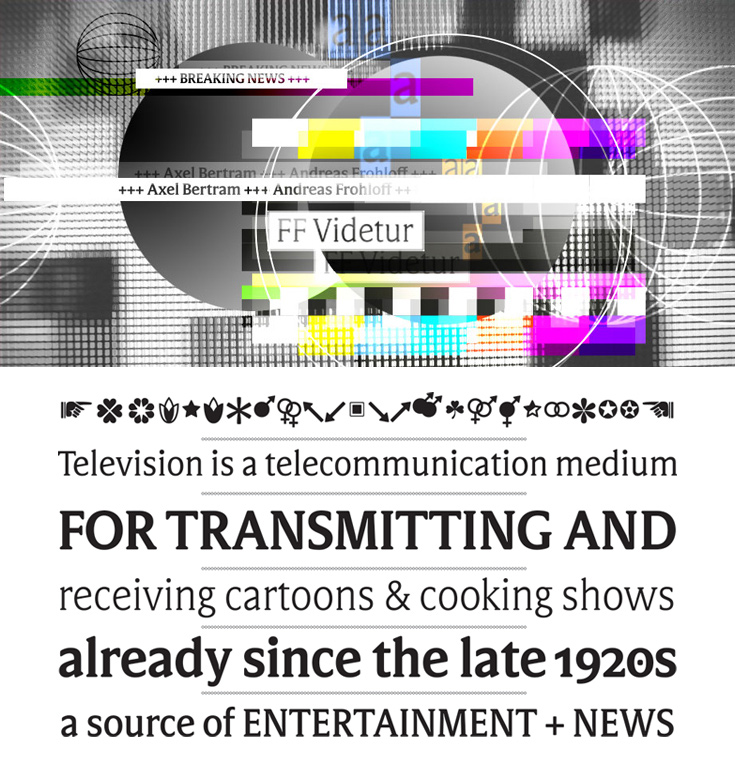
Bildschirmschrift FF Videtur

Als Schriftgestalter entwickelte er neben Auszeichnungsschriften für Zeitschriften wie die Sibylle und die Neue Berliner Illustrierte, Typen für Schreibmaschinen, die 1986 speziell für den Bildschirm entwickelte Fernsehschrift Videtur und den OpenType-Font Rabenau Pro. Als Kalligraf wandte er sich gegen kunstgewerbliche Bestrebungen und setzte sich für die Wiederbelebung der alten, der Textvermittlung dienenden Schreibkultur vor Gutenberg ein und veröffentlichte vollständig mit der Feder geschriebene Editionen des Buches Suleika aus Johann Wolfgang von Goethes West-östlichem Divan und des Hohen Liedes Salomo aus dem Alten Testament in Martin Luthers Übersetzung, die trotz ihres bibliophilen Charakters Auflagen von bis zu 10.000 Exemplaren erreichten. 2003 folgte eine Edition des Buches Hiob, die er mit selbst entworfenen Schriften setzte und mit eigenen Illustrationen ausstattete.
Neben seinem künstlerischen Werk verfasste Bertram Aufsätze zur Geschichte und Theorie gebrauchsgrafischen Gestaltens, Aufsätze zur Gestaltung der Alltagskultur sowie zahlreiche Porträts von Gestaltern. 2004 veröffentlichte er im Ergebnis seiner jahrzehntelangen Beschäftigung mit der Geschichte der Schrift unter dem Titel „Das wohltemperierte Alphabet“ eine Kulturgeschichte der Druckschriften der Gutenberg-Ära.
Mit seinem vielgestaltigen künstlerischen und publizistischen Werk gehörte Bertram zu den einflussreichsten deutschen Gestaltern der Nachkriegszeit. Sein Vorlass wird im Deutschen Buch- und Schriftmuseum der Deutschen Nationalbibliothek bewahrt.
Axel Bertram war von 1958 bis 1961 mit der Modejournalistin Dorothea Bertram (später: Melis) verheiratet, mit der er einen Sohn hatte. Seit 1963 war er mit der Fotografin Ruth Bertram verheiratet. Er war befreundet mit Hans-Joachim Schauß.

## Gestaltungen (in Auswahl)

Signet der X. Weltfestspiele der Jugend und Studenten 1973

- 1961–1965 Gestaltung der Roman-Zeitung des Verlags Volk und Welt von Nr. 151 bis Nr. 193 (42 Ausgaben)
- 1962–1965 Neugestaltung der Neuen Berliner Illustrierten (NBI)
- 1965–1968 Neugestaltung des Modejournals Sibylle
- 1966–1982 Gestaltung von Gedenkmünzen für die Staatsbank der DDR
- 1969–1970 Gestaltung des Titels des Jugendmagazins Neues Leben (12 Ausgaben)
- 1969 Gestaltung der Umlaufmünzen 20 Pfennig und 5 Mark
- 1969–1972 Neugestaltung der Wochenzeitung Wochenpost, bis 1992 grafischer Berater und Gestalter zahlreicher Titelseiten
- 1972 Erarbeitung der grafischen Konstanten für die X. Weltfestspiele der Jugend und Studenten in Berlin
- 1976–1978 Entwurf der Schreibmaschinenschriften Venezia und Lutezia
- 1979–1981 Gestaltung mehrerer Briefmarken-Serien für die Deutsche Post
- 1980 Entwurf von Schreibmusterblättern für die Ausbildung von Schrift- und Plakatmalern
- 1982–1984 Herausgabe und Gestaltung kalligrafischer Bücher
- 1982–1986 Erarbeitung der Bildschirmschrift Videtur für das Fernsehen der DDR
- 1992–2002 Buchgestaltungen, Fotografien und Illustrationen für den Gustav Lübbe Verlag, Bergisch Gladbach
- 1995–1996 Neugestaltung der Tageszeitung Neues Deutschland
- 1997 Gestaltungskonzept für die Ausstellung Die Franken – Le Francs für die Staatlichen Museen zu Berlin (zusammen mit Hanka Polkehn)
- 1999–2002 Gestaltung von Ausstellungen, Plakaten und Katalogen für die Staatsbibliothek zu Berlin
- 2011 Publikation der Antiqua-Werkschrift Rabenau Pro als Opentype-Font mit 16 Schnitten in der Linotype Library (zusammen mit Andreas Frohloff)
- 2012 Wieder- bzw. Weiterentwicklung der DDR TV Bildschirmschrift Videtur (zusammen mit Andreas Frohloff)

## Ausstellungen
Bertram hatte in der DDR und im Ausland eine bedeutende Zahl von Einzelausstellungen und Ausstellungsbeteiligungen, u. a. von 1967 bis 1988 an der VI. bis X. Kunstausstellung der DDR in Dresden.

### Mit derGruppe 4
- Stadtmuseum Greifswald, 1966.
- Galleria Borgo, Catania (Italien), 1967.
- Kreiskulturhaus „Erich Weinert“, Berlin, 1969.

### Einzelausstellungen
- Kunsthochschule Berlin, 1973.
- Kunsthochschule Berlin, 1982.
- Berliner Atelier, Berlin 1983.
- Schrift-art, Galerie im Turm, Berlin, 1986.
- Wochenpost. Titelzeichnungen aus zwei Jahrzehnten, Galerie du vin, Berlin, 1990.
- s.t.a.t.i.o.n.e.n, Buch- und Schriftmuseum der Deutschen Bücherei, Leipzig, 2001.
- Bad Schmiedeberg, 2003.
- Scriptum, Galerie Schauß, Bernau, 2006.
- Visuelle Botschaften, Stadtbücherei Weimar, 2008.
- Zeit-Zeichen, Kultur- und Festspielhaus Wittenberge, 2009.

## Auszeichnungen
- 1977 Kunstpreis der DDR
- mehrfach Auszeichnungen in den Wettbewerben Schönste Bücher der DDR und Die 100 besten Plakate des Jahres

## Publikationen
Monografien und Editionen
- Johann Wolfgang Goethe. Buch Suleika aus dem Westöstlichen Divan. [Herausgegeben von Axel Bertram.] Berlin: Verlag der Nation, 1982, 2. Auflage 1984.
- Das Hohe Lied Salomo. Sammlung althebräischer Liebes- und Hochzeitslyrik in der Übersetzung von Martin Luther. Mit der Feder geschrieben und allerlei Anmerkungen versehen von Axel Bertram. Berlin: Verlag der Nation, 1983.
- Axel Bertram: Schreibmustermappe. Herausgegeben von der DEWAG Generaldirektion. [Bearbeitet von Andreas Frohloff und Harald Larisch.] DEWAG, 1987.
- Axel Bertram: Das wohltemperierte Alphabet. 26 Meister der Schrift aus sechs Jahrhunderten. Berlin: Verlag der Nation, 1989.
- Das Buch Hiob. Nach der Übertragung von Martin Luther mit den Marginalien von ihm selbst und vergleichenden Anmerkungen aus dem revidierten Text von 1964. Herausgegeben, gestaltet und mit 68 Schabblättern versehen von Axel Bertram. Leipzig: Faber & Faber, 2003.
- Axel Bertram: Das wohltemperierte Alphabet. Eine Kulturgeschichte. Leipzig: Faber & Faber, 2004, 3. Auflage 2005.

Aufsätze (in Auswahl)
- Reproduktion und Original. In: Sibylle, Nr. 1/1965, S. 56.
- À la mode oder die Kunst sich zu kleiden. In: Sibylle, Nr. 6/1967, S. 12–17.
- Über den Umgang mit Bildern (1). In: Das Magazin, Nr. 1/1970, S. 34–37.
- Über den Umgang mit Bildern (2). In: Das Magazin, Nr. 2/1970, S. 34–36.
- Über den Umgang mit Bildern (3). In: Das Magazin, Nr. 4/1970, S. 49–53.
- Lebendige Gebrauchsform. In: Das Magazin, Nr. 1/1972, S. 48–52.
- Kunst für den Alltag. Das Plakat hat eine reiche Vergangenheit – hat es auch eine Zukunft? In: Wochenpost, Nr. 20/1972, S. 18.
- Gute, schöne, „Schönste Bücher“. In: Wochenpost, Nr. 30/1972, S. 15.
- Gebrauchsgrafik heute. In: Neue Werbung, Nr. 1/1979, S. 21–23.
- Nachdenken über Gebrauchsgrafik. In: Bildende Kunst, Nr. 6/1980, S. 264–268.
- Schrift von Dauer? [Über Architektur und Schrift.] In: Neue Werbung, Nr. 6/1981, S. 3–5.
- Wir über uns. Neun unwissenschaftliche Behauptungen und eine Anmerkung. In: Neue Werbung, Nr. 5/1982, S. 18–19
- Expedition in die Theorie. In: Form und Zweck, Nr. 1/1984, 11–13.
- Der zweite Blick. Über die Begegnung mit der Gebrauchsgrafik. In: Wochenpost, Nr. 37/1982, S. 14–15.
- Die Zeichnung in der Gebrauchsgrafik. In: Bildende Kunst, Nr. 9/1985, 391–395.
- Anmerkungen zur Bildschirmschrift Videtur. In: Neue Werbung, Nr. 4/1986, S. 6–10.
- Die Grenzen des Originellen. In: Neue Werbung, Nr. 5/1983, S. 36–37.
- Schrift im Buch. In: Buchenswert. Notizen über das Büchermachen. Herausgegeben und mit erläuternden Texten von Hans-Joachim Schauß. Verlag der Nation, Berlin 1988, S. 74–81.
- Lesen dürfen, sollen, müssen. Betrachtungen über das Buch. In: Wochenpost, Nr. 29/1989, S. 14–15.
- Begegnung der neuen Art. In: Art Directors Club für Deutschland. Jahrbuch 1990. Düsseldorf, 1990, S. 626–654.
- Vom Anachronismus alter Lesekultur. Vortrag auf der Tagung der Arbeitsgemeinschaft der Verlagshersteller 1997 in Irsee. In: Marginalien, Nr. 150/1998, S. 49–74.
- Idyllen, Ideale, Illusionen. Einige Gestaltungsvorstellungen in den sechziger Jahren. In: Sibylle. Modefotografie aus drei Jahrzehnten DDR. Herausgegeben von Dorothea Melis. Schwarzkopf & Schwarzkopf, Berlin 1998, S. 64–77.
- Von „Wasser-Heften“ und „Männer-Magazinen“. Aus dem Gespräch mit Ursula Hertel und Axel Bertram. Moderation: Dietrich Mühlberg. In: Zwischen „Mosaik“ und „Einheit“. Zeitschriften in der DDR. Ch. Links Verlag, Berlin 1999, S. 77–90.
- Grafisches Rollenspiel. In: Werner Klemke. 1917–1994. Ein Begleitheft zur Ausstellung der Staatsbibliothek zu Berlin. Staatsbibliothek, Berlin 1999, S. 37–45.
- Bilddruck der Miniatur-Unterzeichnungen Botticellis nach ihrer Wiederentdeckung 1882. In: Dantes Göttliche Komödie. Drucke und Illustratoren aus sechs Jahrhunderten. Herausgegeben von Lutz S. Malke. Staatliche Museen zu Berlin, Berlin 2000, S. 45–62.
- Jan Tschichold – was bleibt. Zum 100. Geburtstag. In: Marginalien, Nr. 167/2002, S. 3–16.
- Der Buchgestalter Hans-Joachim Schauß im Rückblick. In: Marginalien, 2002, S. 42–47
- Von Schinkel zu Schinkel. Ein Erfahrungsbericht. In: Erfurter Münzblätter. Band XI/XII., Jahrbuch 2003/2004. Erfurt: Erfurter Münzfreunde e. V., 2010, S. 113–138.